# Katell
Katell ist ein weiblicher Vorname.

## Herkunft und Bedeutung
Der Name ist die bretonische Variante von Katharina.

## Bekannte Namensträgerinnen
- Katell Gélébart (* 1972), französische Designerin
- Katell Quillévéré (* 1980), französische Regisseurin